# Francesco Colonnese
Francesco Colonnese (Potenza, 10 de agosto de 1971) é um ex-futebolista italiano que atuava como zagueiro.

## Carreira de jogador
Revelado pelo Avigliano, chegou ao Potenza em 1988 e um ano depois fez sua estreia profissioonal, na antiga Série C2 italiana. Em 2 temporadas com a camisa dos Rossoblù, o zagueiro disputou 39 jogos.
Em 1991, foi negociado com o Giarre em uma troca de jogadores - o atacante Francesco Libro iria para o Potenza enquanto o zagueiro vestiria as cores dos Etnei. O Giarre esteve próximo de conquistar um inédito acesso à Série B, mas ficou em quarto lugar em seu grupo (apenas 2 times eram promovidos) e Colonnese atuou como titular na maior parte da campanha, chamando a atenção da Cremonese, que o contratou em 1992. Formando a zaga dos Grigiorossi com Luigi Gualco e Corrado Verdelli, ajudou a equipe a regressar à Série A um ano depois de cair para a segunda divisão e também na conquista do título do Torneio Anglo-Italiano de 1992–93, obtido em cima do Derby County.
Após 77 jogos oficiais pela Cremonese, o zagueiro não renovou seu contrato e recusou também propostas de Fiorentina e Juventus para assinar com a Roma, que cedeu Luigi Garzya à equipe de Cremona. Sua passagem pela Loba foi rápida e sem destaque: era apenas quarta opção para a defesa, tendo disputado apenas 7 partidas (5 pela Série A e 2 pela Copa da Itália). Em 1995, foi emprestado ao Napoli, time pelo qual era torcedor na infância. Pelos Partenopei, foram 54 jogos disputados antes de voltar à Roma em 1996, mas Colonnese estava fora dos planos da equipe.
O técnico da Internazionale, Luigi Simoni, pediu a contratação do zagueiro, que estreou na derrota por 1 a 0 para o Piacenza, nas oitavas-de-final da Copa da Itália, em janeiro de 1998, e assumiu a titularidade na defesa Nerazzurra, embora outros atletas fossem utilizados em rodízio. Colonnese disputou 29 jogos na temporada - 5 deles foram na conquista da Copa da UEFA de 1997–98, além de marcar seu primeiro gol como atleta profissional na vitória por 4 a 1 sobre o Empoli, pela última rodada da Série A.
Após a chegada de Marcello Lippi ao comando técnico da Internazionale, Colonnese perdeu espaço no elenco e deixou o clube em 2000, após 80 partidas e 2 gols marcados. Em julho do mesmo ano, assinou com a Lazio e tornou-se um dos poucos jogadores a defender os 2 principais times da capital italiana. Em 4 temporadas pelos Biancocelesti, o zagueiro fez parte do time campeão da Copa da Itália de 2003–04 (embora não atuasse em nenhuma partida), atuando apenas 29 vezes.
Em 2004, foi para o Siena, voltando a ser comandado por Luigi Simoni (com quem trabalhara anteriormente em Cremonese, Napoli e Internazionale). Longe da forma física ideal (seu último jogo havia sido contra o Bari, em janeiro de 2003), Colonnese viu a equipe evitar a queda para a Série B na última rodada, e também se envolveu em uma briga com Francesco Totti no jogo contra a Roma em abril de 2005, sendo agredido com um soco no rosto pelo atacante, punido em seguida com 5 jogos de suspensão.
Seu "canto do cisne" foi também em uma partida contra os Giallorossi, desta vez em outubro de 2005: após a Roma empatar com Christian Panucci aos 41 minutos do segundo tempo, o zagueiro tabelou com o albanês Erjon Bogdani e finalizou contra o gol de Doni, garantindo a vitória do Siena por 3 a 2.
O zagueiro negociava sua renovação de contrato com a Robur para a temporada seguinte, mas um escândalo de corrupção no futebol italiano envolvendo a agência de jogadores GEA World, comandada por Alessandro Moggi (filho do então diretor da Juventus, Luciano Moggi), que também era seu empresário. Uma divulgação de grampos telefônicos foi o estopim para a aposentadoria de Colonnese, aos 35 anos.

## Carreira internacional
Colonnese representou as seleções olímpica e Sub-21 da Itália entre 1993 e 1994. Suas atuações pela Internazionale o fizeram ser cogitado para representar a Squadra Azzurra, então comandada pelo técnico Cesare Maldini, que havia treinado o zagueiro na campanha do título da Eurocopa Sub-21 em 1994. Ele, no entanto, nunca foi convocado para uma partida da seleção principal.

## Carreira de auxiliar-técnico
Em dezembro de 2012, passou a fazer o curso de treinadores da UEFA, e em setembro de 2013 tornou-se auxiliar de Bortolo Mutti e Michele Serena no Padova. Na temporada 2015–16, exerceu a mesma função no Livorno.

## Estilo de jogo
Notabilizado por sua habilidade na marcação, Colonnese jogava também como lateral-direito. Durante a carreira, recebeu o apelido Ciccio Colonna (referência ao apelido, diminutivo de Francisco em italiano) por seu estilo de jogo físico e marcação dura, inclusive de jogadores rápidos.

## Títulos
Cremonese
- Torneio Anglo-Italiano: 1992–93

Internazionale
- Copa da UEFA: 1997–98

Lazio
- Supercopa da Itália: 2000
- Copa da Itália: 2003–04

Itália Sub-21
- Eurocopa Sub-21: 1994